# Uriel Fernandes
Uriel Fernandes   (Curitiba, 12 de novembre de 1913 - São Paulo, 22 de juliol de 2000), conegut com a Teleco, fou un futbolista brasiler de la dècada de 1930.
La major part de la seva carrera la passà a Corinthians, on és una de les seves grans llegendes. Fou un destacat golejador amb un total de 251 gols en 246 partits jugats.